# Championnat de France de baseball Nationale 2 2008
Navigation
2007 2009
Le Championnat de France de baseball Nationale 2 2008 rassemblent 24 équipes qui s'affrontent pour accéder à la Nationale 1. Ces équipes représentent les meilleurs clubs issus des compétitions régionales.
La compétition est relevée et son issue épique, puisque tous les clubs favoris sont tombés les uns après les autres. Finalement ce sont les Indians de Boé-Bon-Encontre qui succèdent aux Devils de Bron Saint-Priest et remportent le titre, se qualifiant en Nationale 1 en compagnie du finaliste, les Vipères de Valenciennes.

## Format
Pour cette édition 2008 de la Nationale 2, Les équipes sont réparties en 4 poules géographiques de 6 équipes. Chaque équipe affrontent les autres de sa poule (en programme double, c'est-à-dire 2 confrontations par journée).
Après un total donc de 5*2=10 rencontres, les 2 premières équipes de chaque poule se qualifient pour les plateaux. Les sortants des poules 1 et 2 se retrouvent dans le plateau Nord et ceux des poules 3 et 4 dans le plateau Sud.
Dans le Nord, le premier de la poule 1 affronte en demi-finale le 2e de la poule 2 dans un match unique de 9 manches, et l'inverse dans l'autre demi (1er 2 contre 2e 1). Les qualifiés se rencontrent le lendemain en finale de plateau. Même principe dans le plateau Sud.
Les deux vainqueurs de plateaux, qualifiés pour la Nationale 1, se rencontrent ensuite en terrain neutre au meilleur des trois matchs pour le titre de champion de France de N2 2008.

## Les clubs de l'édition 2008

### Champions régionaux 2008
Voici la liste des champions régionaux 2008:
- Ligue d'Aquitaine: Pitcher's de Pineuilh
- Ligue d'Auvergne: Arvernes de Clermont-Ferrand²
- Ligue de Bourgogne: Vikings de Chalon
- Ligue de Bretagne: Hawks de La Guerche de Bretagne²
- Ligue du Centre-Val de Loire: French Cubs de Chartres
- Ligue d'Île-de-France: Patriots de Paris
- Ligue du Languedoc-Roussillon: Albatros de la Grande Motte
- Ligue de Lorraine: Bootleggers d'Argancy
- Ligue Midi-Pyrénées: Duckies de Leguevin
- Ligue du Nord-Pas-de-Calais de baseball, softball et cricket : Vipères de Valenciennes
- Ligue de Normandie: Phenix de Caen
- Ligue de Poitou-Charentes: Boucaniers de La Rochelle
- Ligue Provence-Alpes-Côte d'Azur: Comanches de Toulon
- Ligue Rhône-Alpes: Devils de Bron Saint-Priest²

### Équipes participantes
À la suite du désistement de plusieurs clubs, certaines équipes se sont vu proposer la participation au titre de leur place de suivant dans les championnats régionaux. Finalement, 24 équipes prennent part à l'édition 2008:
- Ligue d'Aquitaine : Blue Jays de Saint-Aubin de Médoc, Pitcher's de Pineuilh et Indians de Boé-Bon-Encontre
- Ligue d'Auvergne : Arvernes de Clermont-Ferrand²
- Ligue de Bourgogne : Vikings de Chalon
- Ligue de Bretagne : Hawks de La Guerche², Black Panthers de Bréal-sous-Montfort
- Ligue du Centre : French Cubs de Chartres, Parrots de Nevers
- Ligue d'Île-de-France : Paris Université Club², Cougars de Montigny², Expos d'Ermont² et Patriots de Paris
- Ligue du Languedoc-Roussillon : Albatros de La Grande Motte, Phenix de Perpignan
- Ligue de Lorraine : Bootleggers d'Argancy
- Ligue de Midi-Pyrénées : Duckies de Léguevin
- Ligue du Nord-Pas-de-Calais : Dragons de Ronchin et Vipères de Valenciennes
- Ligue de Normandie : Phenix de Caen
- Ligue du Poitou-Charentes: Sparks de Limoges
- Ligue de Provence-Alpes-Côte d'Azur: Comanches de Toulon
- Ligue de Rhône-Alpes : Tworocks de Cruzilles-lès-Mépillat, Cards de Meyzieu

## Phase de poule
Les 24 clubs sont répartis dans quatre poules géographiques de la sorte:
| Equipe         | Ville                                    |
| -------------- | ---------------------------------------- |
| Black Panthers | Bréal-sous-Montfort (Ille-et-Vilaine)    |
| Phenix         | Caen (Calvados)                          |
| French Cubs    | Chartres (Eure-et-Loir)                  |
| Hawks²         | La Guerche-de-Bretagne (Ille-et-Vilaine) |
| Cougars²       | Montigny (Yvelines)                      |
| Parrots        | Nevers (Nièvre)                          |

| Equipe      | Ville               |
| ----------- | ------------------- |
| Bootleggers | Argancy (Moselle)   |
| Expos²      | Ermont (val-d'Oise) |
| Patriots    | Paris               |
| PUC²        | Paris               |
| Dragons     | Ronchin (Nord)      |
| Vipères     | Valenciennes (Nord) |

| Equipe    | Ville                             |
| --------- | --------------------------------- |
| Indians   | Boé-Bon-Encontre (Lot-et-Garonne) |
| Arvernes² | Clermont-Ferrand (Puy-de-Dôme)    |
| Duckies   | Léguevin (Haute-Garonne)          |
| Sparks    | Limoges (Haute-Vienne)            |
| Pitcher's | Pineuilh (Gironde)                |
| Blue Jays | Saint-Aubin-de-Médoc (Gironde)    |

| Equipe                             | Ville                             |
| ---------------------------------- | --------------------------------- |
| Vikings                            | Chalon-sur-Saône (Saône-et-Loire) |
| Tworocks de Cruzilles-lès-Mépillat | Cruzilles-lès-Mépillat (Ain)      |
| Albatros                           | La Grande-Motte (Hérault)         |
| Cards                              | Meyzieu (Rhône)                   |
| Phenix                             | Perpignan (Pyrénées-Orientales)   |
| Comanches                          | Toulon (Var)                      |

Lors d'égalité V/D entre équipes, le classement s'établit en fonction des confrontations directes entre ces équipes.
Les 2 premiers des poules A et B avancent au plateau Nord, ceux des poules C et D au plateau Sud.

### Poule A
| Date         | Heure | Recevant            | Visiteur            | Match 1 | Match 2 | Notes               |
| ------------ | ----- | ------------------- | ------------------- | ------- | ------- | ------------------- |
| 7 septembre  | 11.00 | La Guerche²         | Montigny²           | 5 - 13  | 3 - 11  |                     |
| 7 septembre  | 11.00 | Caen                | Bréal-sous-Montfort | 0 - 9*  | 0 - 9*  | *forfait pour faute |
| 7 septembre  | 11.00 | Chartres            | Nevers              | 15 - 1  | 10 - 9  |                     |
| 14 septembre | 11.00 | Bréal-sous-Montfort | La Guerche²         | 3 - 12  | 1 - 10  |                     |
| 14 septembre | 11.00 | Nevers              | Caen                | 9 - 0*  | 9 - 0*  | *forfait pour faute |
| 14 septembre | 11.00 | Montigny²           | Chartres            | 0 - 6   | 6 - 2   |                     |
| 21 septembre | 11.00 | La Guerche²         | Nevers              | 9 - 0   | 4 - 6   |                     |
| 21 septembre | 11.00 | Caen                | Chartres            | 0 - 9*  | 0 - 9*  | *forfait pour faute |
| 21 septembre | 11.00 | Montigny²           | Bréal-sous-Montfort | 10 - 0  | 15 - 5  |                     |
| 28 septembre | 11.00 | Chartres            | La Guerche²         | 11 - 10 | 8 - 7   |                     |
| 28 septembre | 11.00 | Caen                | Montigny²           | 10 - 5  | 10 - 1  |                     |
| 28 septembre | 11.00 | Bréal-sous-Montfort | Nevers              | 4 - 10  | 4 - 12  |                     |
| 5 octobre    | 11.00 | Chartres            | Bréal-sous-Montfort | 9 - 0*  | 9 - 0*  | * forfait           |
| 5 octobre    | 11.00 | Nevers              | Montigny²           | 11 - 10 | 7 - 14  |                     |
| 12 octobre   | 11.00 | La Guerche²         | Caen                | 1 - 0   | 4 - 8   |                     |

| Pl. | Équipe              | MJ | V | D | %     |
| --- | ------------------- | -- | - | - | ----- |
| 1   | Chartres            | 10 | 9 | 1 | 0,900 |
| 2   | Montigny²           | 10 | 6 | 4 | 0,600 |
| 3   | Nevers              | 10 | 6 | 4 | 0,600 |
| 4   | La Guerche²         | 10 | 4 | 6 | 0,400 |
| 5   | Caen                | 10 | 3 | 7 | 0,300 |
| 6   | Bréal-sous-Montfort | 10 | 2 | 8 | 0,200 |

J : rencontres jouées, V : victoires, D : défaites, % : pourcentage de victoire.

### Poule B
| Date         | Heure | Recevant     | Visiteur     | Match 1 | Match 2 | Notes             |
| ------------ | ----- | ------------ | ------------ | ------- | ------- | ----------------- |
| 7 septembre  | 11.00 | Patriots     | Argancy      | 15 - 14 | 16 - 2  |                   |
| 7 septembre  | 11.00 | Valenciennes | PUC²         | *       | 7 - 8   | * report au 12/10 |
| 7 septembre  | 11.00 | Ermont²      | Ronchin      | 21 - 15 | 13 - 10 |                   |
| 14 septembre | 11.00 | PUC²         | Patriots     | 14 - 8  | 10 - 15 |                   |
| 14 septembre | 11.00 | Ronchin      | Valenciennes | 6 - 13  | 8 - 10  |                   |
| 14 septembre | 11.00 | Argancy      | Ermont²      | 10 - 0  | 15 - 2  |                   |
| 21 septembre | 11.00 | Patriots     | Ronchin      | 17 - 5  | 11 - 1  |                   |
| 21 septembre | 11.00 | Valenciennes | Ermont²      | 6 - 4   | 14 - 4  |                   |
| 21 septembre | 11.00 | Argancy      | PUC²         | 6 - 9   | 7 - 12  |                   |
| 28 septembre | 11.00 | Ermont²      | Patriots     | 3 - 22  | 1 - 12  |                   |
| 28 septembre | 11.00 | Valenciennes | Argancy      | 4 - 3   | 8 - 6   |                   |
| 28 septembre | 11.00 | PUC²         | Ronchin      | 6 - 1   | 18 - 8  |                   |
| 5 octobre    | 11.00 | Patriots     | Valenciennes | 7 - 1   | *       | * report au 12/10 |
| 5 octobre    | 11.00 | Ermont²      | PUC²         | 11 - 10 | 1 - 14  |                   |
| 5 octobre    | 11.00 | Ronchin      | Argancy      | 0 - 10  | *       | * report au 12/10 |
| 12 octobre   | 11.00 | Patriots     | Valenciennes |         | x       |                   |
| 12 octobre   | 11.00 | Valenciennes | PUC²         | 6 - 2   |         |                   |
| 12 octobre   | 11.00 | Ronchin      | Argancy      |         | x       |                   |

x : ces rencontres ont été annulées car non décisives pour la suite de la compétition.
| Pl. | Équipe       | MJ | V | D | %     |
| --- | ------------ | -- | - | - | ----- |
| 1   | Patriots     | 9  | 8 | 1 | 0,889 |
| 2   | Valenciennes | 9  | 7 | 2 | 0,778 |
| 3   | PUC²         | 10 | 7 | 3 | 0,700 |
| 4   | Argancy      | 9  | 3 | 6 | 0,333 |
| 5   | Ermont²      | 10 | 3 | 7 | 0,300 |
| 6   | Ronchin      | 9  | 0 | 9 | 0,900 |

J : rencontres jouées, V : victoires, D : défaites, % : pourcentage de victoire.

### Poule C
| Date         | Heure | Recevant         | Visiteur         | Match 1 | Match 2 | Notes     |
| ------------ | ----- | ---------------- | ---------------- | ------- | ------- | --------- |
| 7 septembre  | 11.00 | Pineuilh         | Limoges          | 24 - 2  | 32 - 3  |           |
| 7 septembre  | 11.00 | Léguevin         | Saint-Aubin      | 4 - 5   | 6 - 17  |           |
| 7 septembre  | 11.00 | Clermont²        | Boé-Bon-Encontre | 2 - 14  | 3 - 13  |           |
| 14 septembre | 11.00 | Saint-Aubin      | Pineuilh         | 14 - 6  | 10 - 6  |           |
| 14 septembre | 11.00 | Boé-Bon-Encontre | Léguevin         | 4 - 3   | 10 - 7  |           |
| 14 septembre | 11.00 | Limoges          | Clermont²        | 12 - 1  | 16 - 15 |           |
| 21 septembre | 11.00 | Pineuilh         | Boé-Bon-Encontre | 3 - 15  | 21 - 24 |           |
| 21 septembre | 11.00 | Léguevin         | Clermont²        | 10 - 3  | 14 - 10 |           |
| 21 septembre | 11.00 | Limoges          | Saint-Aubin      | 1 - 33  | 2 - 13  |           |
| 28 septembre | 11.00 | Clermont²        | Pineuilh         | 4 - 21  | 8 - 10  |           |
| 28 septembre | 11.00 | Léguevin         | Limoges          | 4 - 9   | 10 - 4  |           |
| 28 septembre | 11.00 | Saint-Aubin      | Boé-Bon-Encontre | 5 - 16  | 18 - 7  |           |
| 5 octobre    | 11.00 | Pineuilh         | Léguevin         | 9 - 0*  | 9 - 0*  | * forfait |
| 5 octobre    | 11.00 | Clermont²        | Saint-Aubin      | 6 - 13  | 14 - 13 |           |
| 5 octobre    | 11.00 | Boé-Bon-Encontre | Limoges          | 15 - 5  | 11 - 0  |           |

| Pl. | Équipe           | MJ | V | D | %     |
| --- | ---------------- | -- | - | - | ----- |
| 1   | Boé-Bon-Encontre | 10 | 9 | 1 | 0,900 |
| 2   | Saint-Aubin      | 10 | 8 | 2 | 0,800 |
| 3   | Pineuilh         | 10 | 6 | 4 | 0,600 |
| 4   | Limoges          | 10 | 3 | 7 | 0,300 |
| 5   | Léguevin         | 10 | 3 | 7 | 0,300 |
| 6   | Clermont²        | 10 | 1 | 9 | 0,100 |

J : rencontres jouées, V : victoires, D : défaites, % : pourcentage de victoire.

### Poule D
| Date         | Heure | Recevant        | Visiteur        | Match 1 | Match 2 | Notes     |
| ------------ | ----- | --------------- | --------------- | ------- | ------- | --------- |
| 7 septembre  | 11.00 | La Grande Motte | Perpignan       | 8 - 7   | 12 - 2  |           |
| 7 septembre  | 11.00 | Toulon          | Meyzieu         | 16 - 3  | 8 - 7   |           |
| 7 septembre  | 11.00 | Chalon          | Cruzille        | 7 - 8   | 13 - 3  |           |
| 14 septembre | 11.00 | Meyzieu         | La Grande Motte | 6 - 17  | 6 - 13  |           |
| 14 septembre | 11.00 | Cruzille        | Toulon          | 1 - 22  | 4 - 21  |           |
| 21 septembre | 11.00 | Toulon          | Chalon          | 8 - 7   | 21 - 10 |           |
| 21 septembre | 11.00 | Perpignan       | Meyzieu         | 11 - 7  | 20 - 9  |           |
| 28 septembre | 11.00 | Chalon          | La Grande Motte | 13 - 6  | 4 - 2   |           |
| 28 septembre | 11.00 | Toulon          | Perpignan       | 13 - 10 | 6 - 8   |           |
| 28 septembre | 11.00 | Meyzieu         | Cruzille        | 8 - 7   | 21 - 14 |           |
| 5 octobre    | 11.00 | La Grande Motte | Toulon          | 3 - 2   | 18 - 5  |           |
| 5 octobre    | 11.00 | Chalon          | Meyzieu         | 14 - 3  | 11 - 1  |           |
| 5 octobre    | 11.00 | Cruzille        | Perpignan       | 10 - 17 | 10 - 20 |           |
| 12 octobre   | 11.00 | La Grande Motte | Cruzille        | 9 - 0*  | 9 - 0*  | * forfait |
| 12 octobre   | 11.00 | Perpignan       | Chalon          | 2 - 9   | 21 - 15 |           |

| Pl. | Équipe          | MJ | V | D | %     |
| --- | --------------- | -- | - | - | ----- |
| 1   | La Grande Motte | 10 | 8 | 2 | 0,800 |
| 2   | Toulon          | 10 | 7 | 3 | 0,700 |
| 3   | Chalon          | 10 | 6 | 4 | 0,600 |
| 4   | Perpignan       | 10 | 6 | 4 | 0,600 |
| 5   | Meyzieu         | 10 | 2 | 8 | 0,200 |
| 6   | Cruzille        | 10 | 1 | 9 | 0,100 |

J : rencontres jouées, V : victoires, D : défaites, % : pourcentage de victoire.

## Plateaux
Plateau Nord à Argancy:
| Date       | Match    | Recevant     | Visiteur     | Score   | Notes |
| ---------- | -------- | ------------ | ------------ | ------- | ----- |
| 18 octobre | 1/2 n°1  | Chartres     | Valenciennes | 6 - 17  |       |
| 18 octobre | 1/2 n°2  | Patriots     | Montigny²    | 14 - 24 |       |
| 19 octobre | 3e place | Chartres     | Patriots     | 21 - 11 |       |
| 19 octobre | Finale   | Valenciennes | Montigny²    | 14 - 5  |       |

Plateau Sud à Pineuilh:
| Date       | Match    | Recevant         | Visiteur        | Score   | Notes |
| ---------- | -------- | ---------------- | --------------- | ------- | ----- |
| 18 octobre | 1/2 n°1  | Boé-Bon-Encontre | Toulon          | 16 - 5  |       |
| 18 octobre | 1/2 n°2  | La Grande Motte  | Saint-Aubin     | 10 - 9  |       |
| 19 octobre | 3e place | Toulon           | Saint-Aubin     | 18 - 15 |       |
| 19 octobre | Finale   | Boé-Bon-Encontre | La Grande Motte | 18 - 9  |       |

Les deux vainqueurs des plateaux montent en Nationale 1.

## Finale
Les vainqueurs des plateaux, Valenciennes et Boé-Bon-Encontre, se rencontrent dans une finale au meilleur des 3 match pour le titre de champion de N2 à La Rochelle les 25 et 26 octobre. 
Une finale remportée par les Indians (20-8 et 15-5), champions de France de Nationale 2 2008.